# Muzio Ghisoni
Muzio Ghisoni (Mantova?, ... – XVII secolo) è stato un pittore italiano.

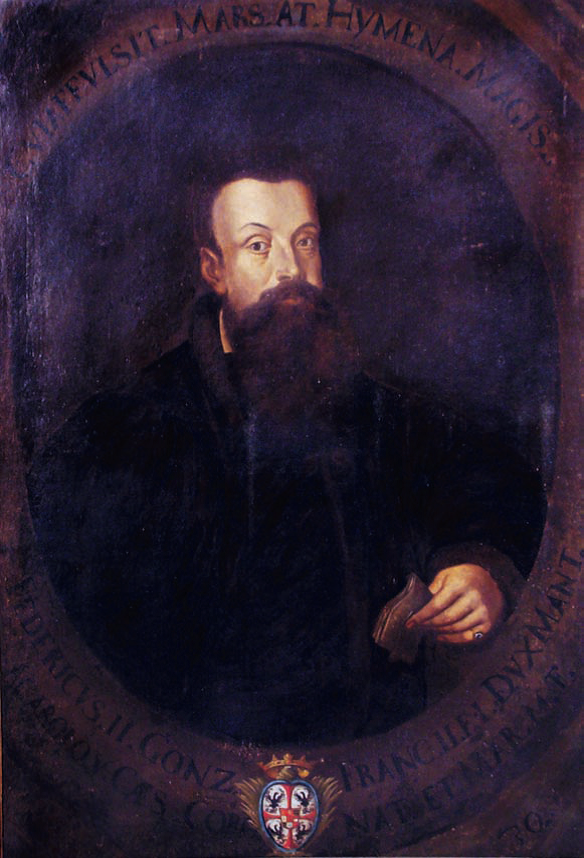
Muzio Ghisoni, ritratto di Federico II Gonzaga, Mantova, Museo diocesano, 1586-1588.

Fu un pittore mantovano, attivo tra il XVI e il XVII secolo, contemporaneo di Antonio Maria Viani.